# نهر باس
نهر باس يقع في شمال غرب إسبانيا ويلغ طوله 57 كم وينبع من مقاطعة كانتابريا الإسبانية ويمر بوادي باس ومن ثم يصب في خليج بسكاي وبالتحديد في خليج سانتاندير، يتفرع نهر باس إلى سبعة روافد